# Comuna Iacobeni, Suceava
Iacobeni (în germană Jakobeny) este o comună în județul Suceava, Bucovina, România, formată din satele Iacobeni (reședința) și Mestecăniș.
Localitatea a fost colonizată cu germani țipțeri la sfârșitul secolului al XVIII-lea, după ce meșterii zidari transilvăneni ai unui regiment imperial austriac au construit aici primul furnal, în anul 1783.

## Demografie
Componența etnică a comunei Iacobeni
     Români (93,06%)
     Alte etnii (6,94%)
Componența confesională a comunei Iacobeni
     Ortodocși (90,4%)
     Alte religii (2,17%)
     Necunoscută (7,43%)
Conform recensământului efectuat în 2021, populația comunei Iacobeni se ridică la 1.614 locuitori, în scădere față de recensământul anterior din 2011, când fuseseră înregistrați 1.842 de locuitori. Majoritatea locuitorilor sunt români (93,06%). Din punct de vedere confesional, majoritatea locuitorilor sunt ortodocși (90,4%), iar pentru 7,43% nu se cunoaște apartenența confesională.

## Politică și administrație
Comuna Iacobeni este administrată de un primar și un consiliu local compus din 11 consilieri. Primarul, Viorel Maxim[*], de la Partidul Social Democrat, este în funcție din iunie 2017. Începând cu alegerile locale din 2024, consiliul local are următoarea componență pe partide politice:
|  | Partid                    | Consilieri | Componența Consiliului | Componența Consiliului | Componența Consiliului | Componența Consiliului | Componența Consiliului | Componența Consiliului | Componența Consiliului |
|  | ------------------------- | ---------- | ---------------------- | ---------------------- | ---------------------- | ---------------------- | ---------------------- | ---------------------- | ---------------------- |
|  | Partidul Social Democrat  | 7          |                        |                        |                        |                        |                        |                        |                        |
|  | Partidul Național Liberal | 4          |                        |                        |                        |                        |                        |                        |                        |

## Recensământul din 1930
Componența etnică a comunei Iacobeni
     Români (19,4%)
     Germani (74,15%)
     Evrei (6,2%)
     Altă etnie (0,25%)
Componența confesională a comunei Iacobeni
     Ortodocși (19,35%)
     Romano-catolici (22,73%)
     Mozaici (6,3%)
     Evanghelici/Luterani (51,46%)
     Altă religie (0,47%)
Conform recensământului efectuat în 1930, populația comunei Iacobeni se ridica la 3628 locuitori. Majoritatea locuitorilor erau germani (74,15%), cu o minoritate de români (19,4%) și una de evrei (6,2%). Alte persoane s-au declarat: ruși (2 persoane), ruteni (5 persoane), polonezi (1 persoană) și cehi/slovaci (1 persoană). Din punct de vedere confesional, majoritatea locuitorilor erau evanghelici/luterani (51,45%), dar existau și romano-catolici (22,73%), mozaici (6,3%) și ortodocși (19,35%). Alte persoane au declarat: greco-catolici (5 persoane) și adventiști (3 persoane).

## Personalități născute aici
- Epaminonda Bucevschi (1843 - 1891), pictor bisericesc.

## Galerie de imagini

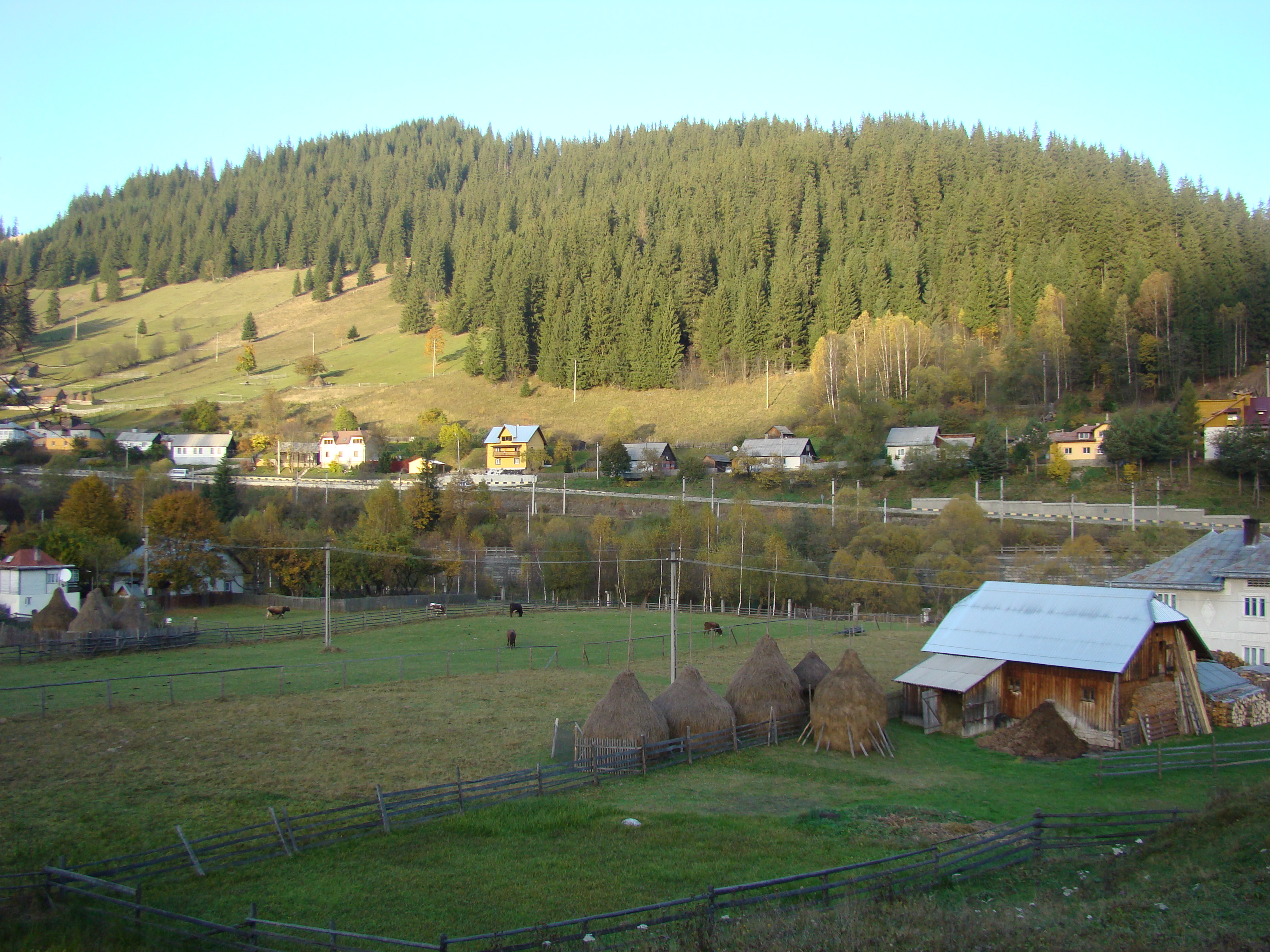
Peisaj din Iacobeni
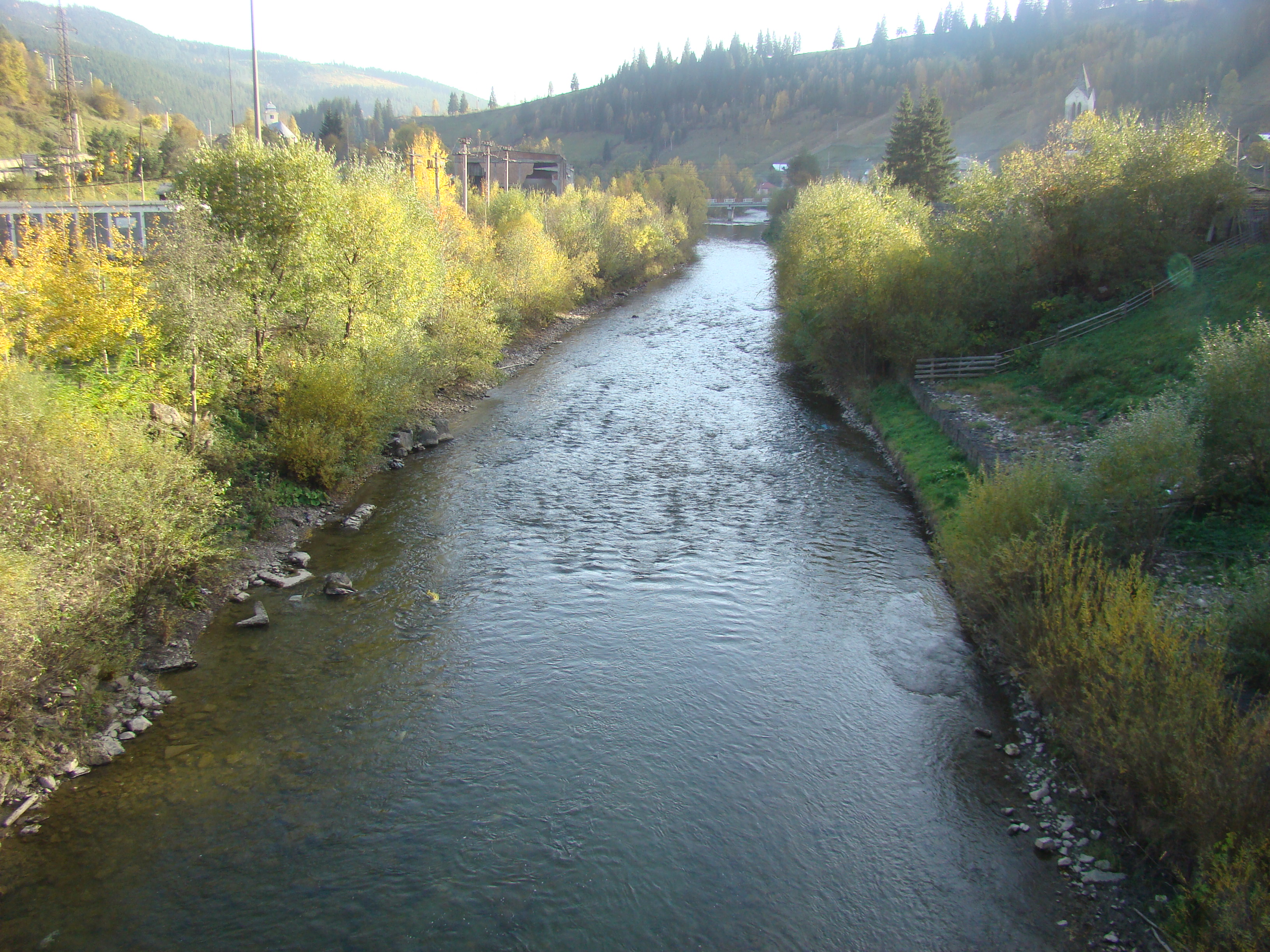
Râul Bistrița Aurie
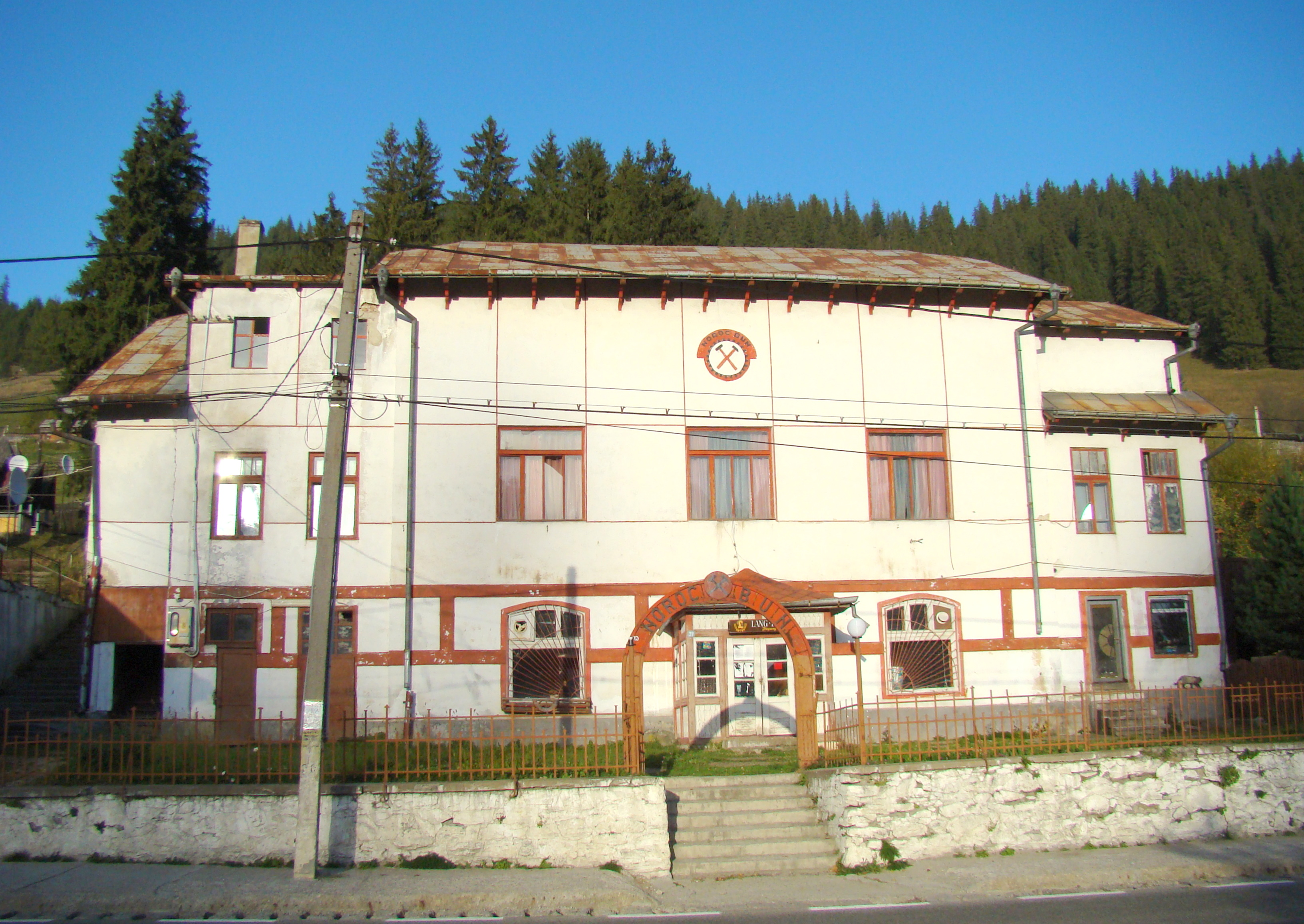
Sucursala minieră Iacobeni
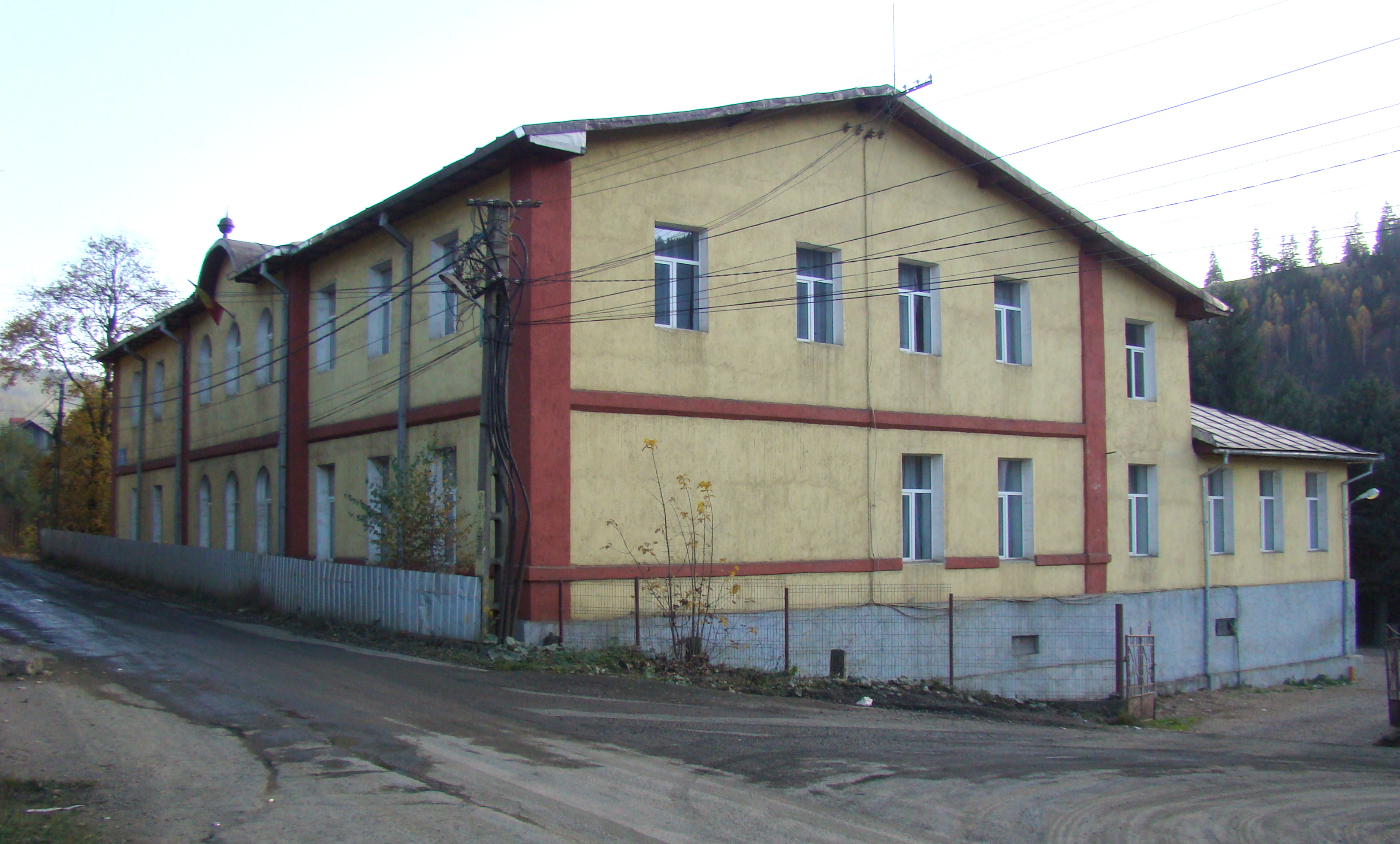
Liceul tehnologic „Liviu Suhar” (fostul Liceu minier)
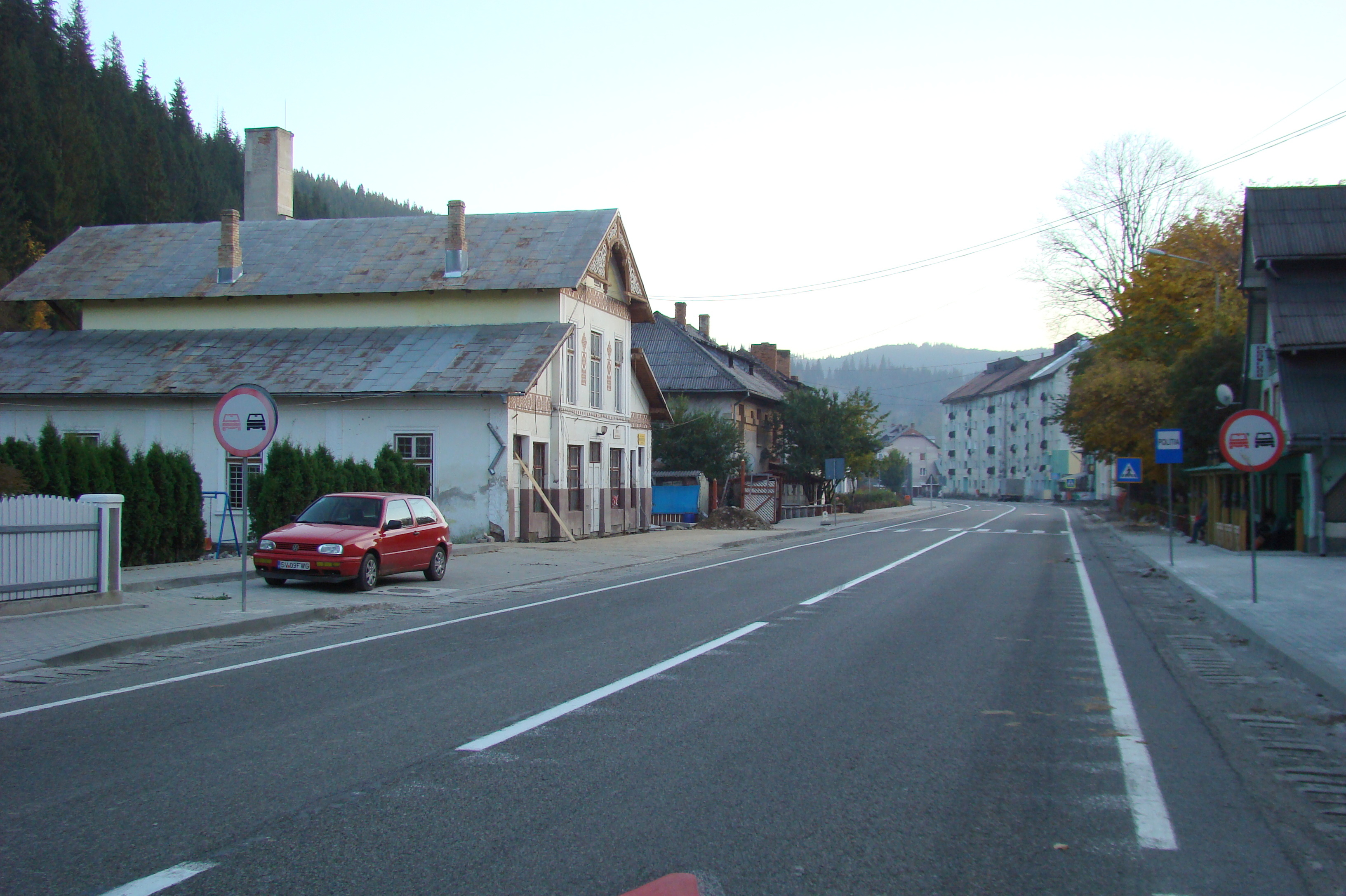
DN17 în localitatea Iacobeni
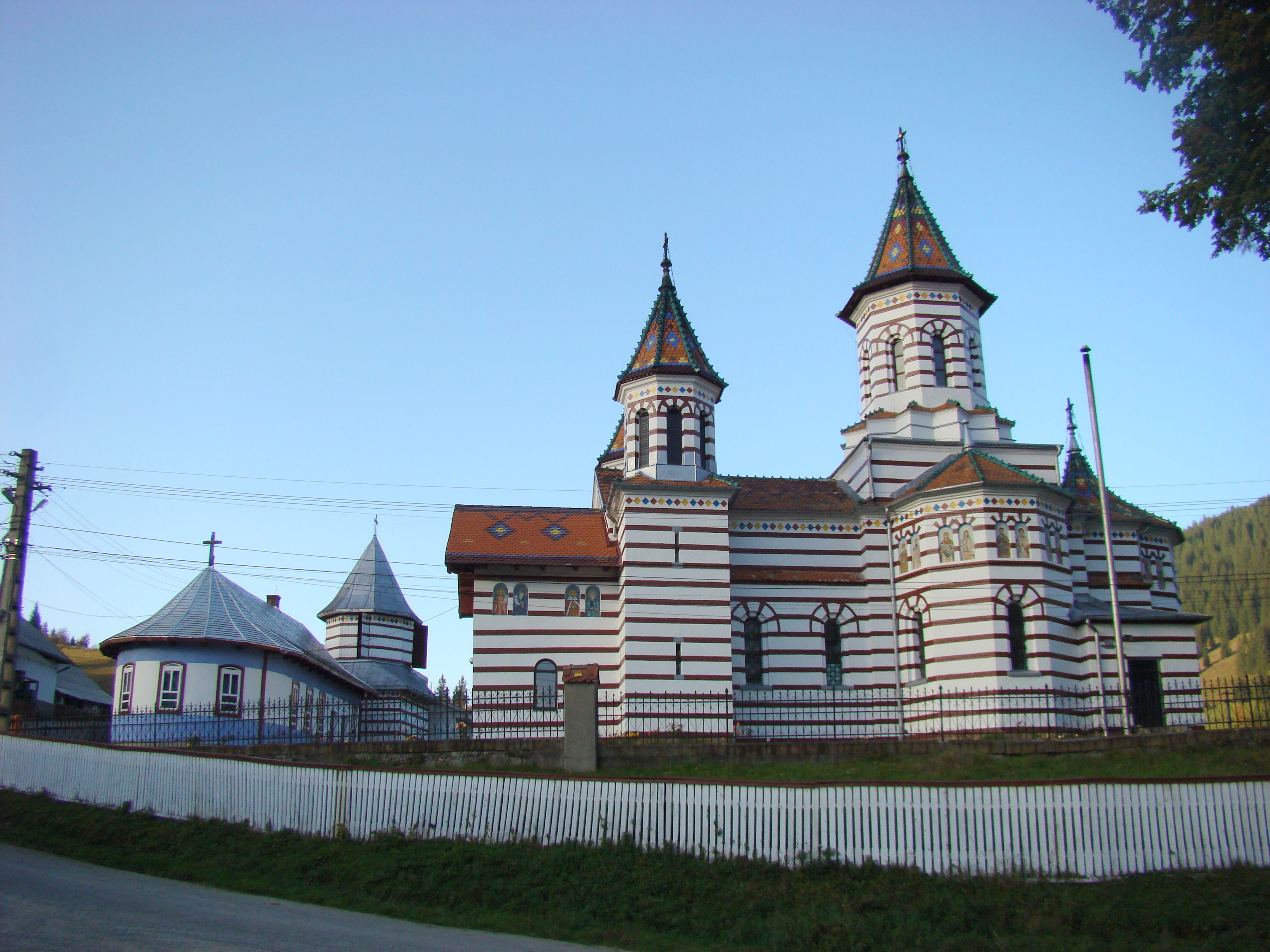
Biserica de piatră cu hramul „Sfântul Mare Mucenic Gheorghe”
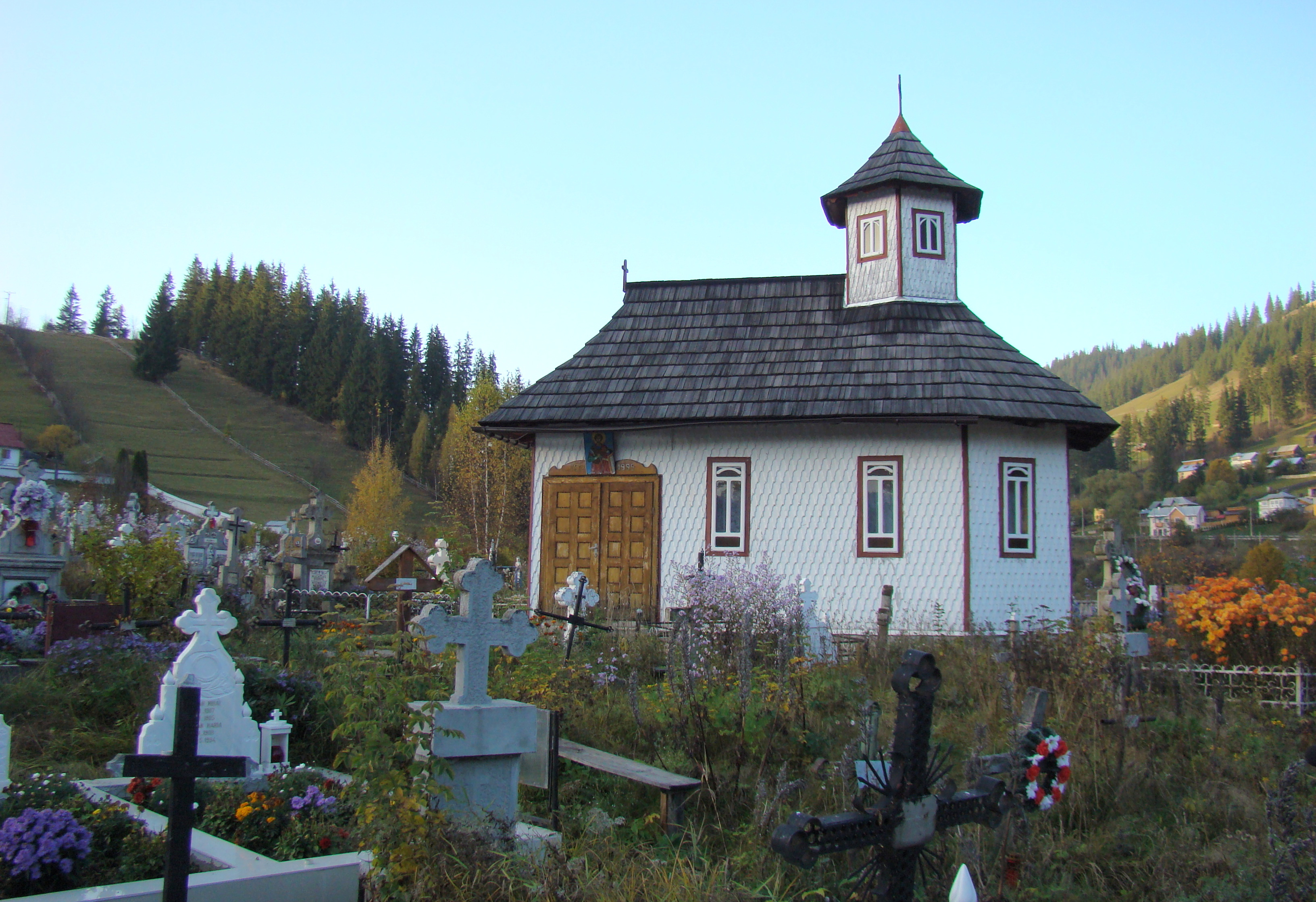
Biserica de lemn cu hramul „Sfântul Mare Mucenic Gheorghe”
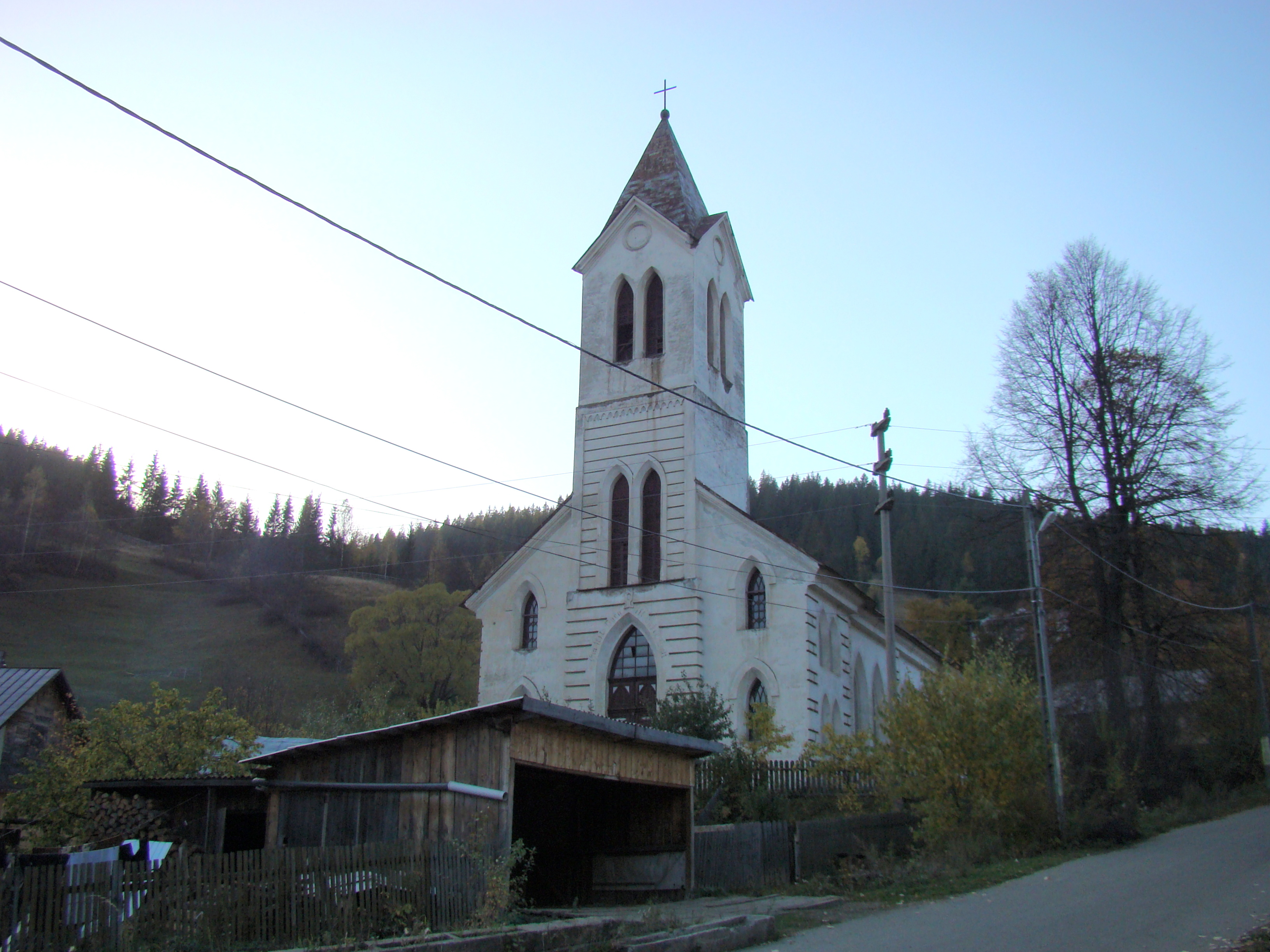
Biserica luterană